# Anatolij Sierdiukow
Anatolij Eduardowicz Sierdiukow (ros. Анатолий Эдуардович Сердюков, ur. 8 stycznia 1962 w miejscowości Chołmskij w rejonie abińskim Kraju Krasnodarskiego) – rosyjski ekonomista, prawnik, przedsiębiorca, działacz państwowy, polityk, w latach 2007–2012 minister obrony Rosji.

## Życiorys
W 1984 ukończył studia ekonomiczne w Instytucie Radzieckiego Handlu w Leningradzie, zaś w 2001 studia prawnicze na Uniwersytecie Petersburskim. Posiada stopień kandydata nauk ekonomicznych i prawniczych.
Po ukończeniu studiów w latach 1984–1985 odbywał służbę wojskową. Od 1985 pracował w branży meblarskiej. Do 1991 pełnił funkcje zastępcy kierownika sekcji i kierownika sekcji w sklepie przedsiębiorstwa „Lenmebeltorg” w Leningradzie, zaś w latach 1991–1993 był zastępcą dyrektora „Lenmebeltorg”, a po przekształceniu przedsiębiorstwa w spółkę „Mebel-Market” objął w niej funkcję dyrektora ds. marketingu. W latach 1995–2000 był dyrektorem generalnym „Mebel-Market”.
Od 2000 pracuje w administracji państwowej. Początkowo był zastępcą naczelnika Inspekcji, a następnie Oddziału Ministerstwa ds. Podatków w Sankt Petersburgu, a w latach 2001–2004 kierował tymże Oddziałem. W 2004 był wiceministrem ds. podatków, a następnie p.o. ministra ds. podatków, zaś w latach 2004–2007 szefem Federalnej Służby Podatkowej.
15 lutego 2007 zastąpił na stanowisku ministra obrony Rosji Siergieja Iwanowa. Urząd sprawował do 6 listopada 2012 roku, kiedy zastąpił go Siergiej Szojgu.

## Odznaczenia
- Medal za Zasługi (22 listopada 2006)
- Order Przyjaźni Narodów (Białoruś) (2009)[1]
- Order Świętego Księcia Daniela Moskiewskiego (2009)[2]
- odznaczenia ukraińskie, których został pozbawiony w 2024[3]